# Macromphalus senegalensis
Macromphalus senegalensis is een slakkensoort uit de familie van de Vanikoridae. De wetenschappelijke naam van de soort is voor het eerst geldig gepubliceerd in 1956 door Knudsen.